# Bobi Klintman
Bo „Bobi“ Klintman (* 6. März 2003 in Malmö) ist ein schwedischer Basketballspieler.

## Werdegang
Der Sohn einer schwedischen Mutter und eines senegalesischen Vaters stammt aus Malmö, er spielte als Jugendlicher beim Verein Trelleborg Pirates, zeitweise war er Mannschaftskamerad seines Bruders Ibbe. Er wurde zur Sportschule Riksidrottsgymnasium (RIG) bei Göteborg zugelassen und dort gefördert.
Ende Februar 2021 wechselte Klintman zu Borås Basket und bestritt für den schwedischen Erstligisten sechs Begegnungen. Er verließ Schweden 2023 und schloss sich der Sunrise Christian Academy im US-Bundesstaat Kansas an. Im Spieljahr 2022/23 war der Schwede im US-Bundesstaat North Carolina Student und Basketballspieler an der Wake Forest University.
Anschließend wechselte Klintman in den Berufsbasketballsport, schrieb sich zum NBA-Draftverfahren 2023 ein, zog seine Anmeldung aber zurück und nahm das Angebot an, zum Spieljahr 2023/24 zu den Cairns Taipans in die ozeanische NBL zu wechseln. Er wurde in ein Förderprogramm der NBL aufgenommen, in dem junge Spieler auf den Sprung in die nordamerikanische Liga NBA vorbereitet werden sollen. Ende Juni 2024 sicherten sich die Minnesota Timberwolves beim Draftverfahren die Rechte an Klintman, traten diese aber unmittelbar danach an den NBA-Konkurrenten Detroit Pistons ab. Mitte Juli 2024 wurde er von Detroit unter Vertrag genommen.

### Nationalmannschaft
Klintman nahm 2022 mit Schweden an der B-Europameisterschaft der Altersklasse U20 teil. Im Juli 2023 wurde er erstmals in die schwedische Herrennationalmannschaft berufen.